# Cottonton
Cottonton ist ein gemeindefreies Gebiet im Russell County im Bundesstaat Alabama in den Vereinigten Staaten.

## Geographie
Cottonton liegt im Südosten Alabamas im Süden der Vereinigten Staaten. Der Ort befindet sich etwa zwei Kilometer westlich des 690 Kilometer langen Chattahoochee River, der zugleich Grenze zu Georgia bildet und in Florida in den Apalachicola River übergeht, bevor er schließlich in den Golf von Mexiko mündet.
Nahegelegene Orte sind unter anderem Omaha in Georgia (5 km östlich), Pittsview (9 km nordwestlich), Glenville (9 km südwestlich), Eufaula (13 km südlich) und Cusseta in Georgia (16 km nordöstlich). Die nächste größere Stadt ist mit 205.000 Einwohnern die etwa 96 Kilometer nordwestlich entfernt gelegene Hauptstadt Alabamas, Montgomery.

## Verkehr
Cottonton liegt unmittelbar an einer Kreuzung der Alabama State Route 165 mit der Alabama State Route 208, die hinter der Grenze zu Georgia zur Georgia State Route 39 wird. Etwa neun Kilometer westlich verläuft der U.S. Highway 431.
Etwa 21 Kilometer südlich befindet sich der Flughafen Weedon Field, 42 Kilometer nördlich außerdem der Columbus Metropolitan Airport.

## Weblinks

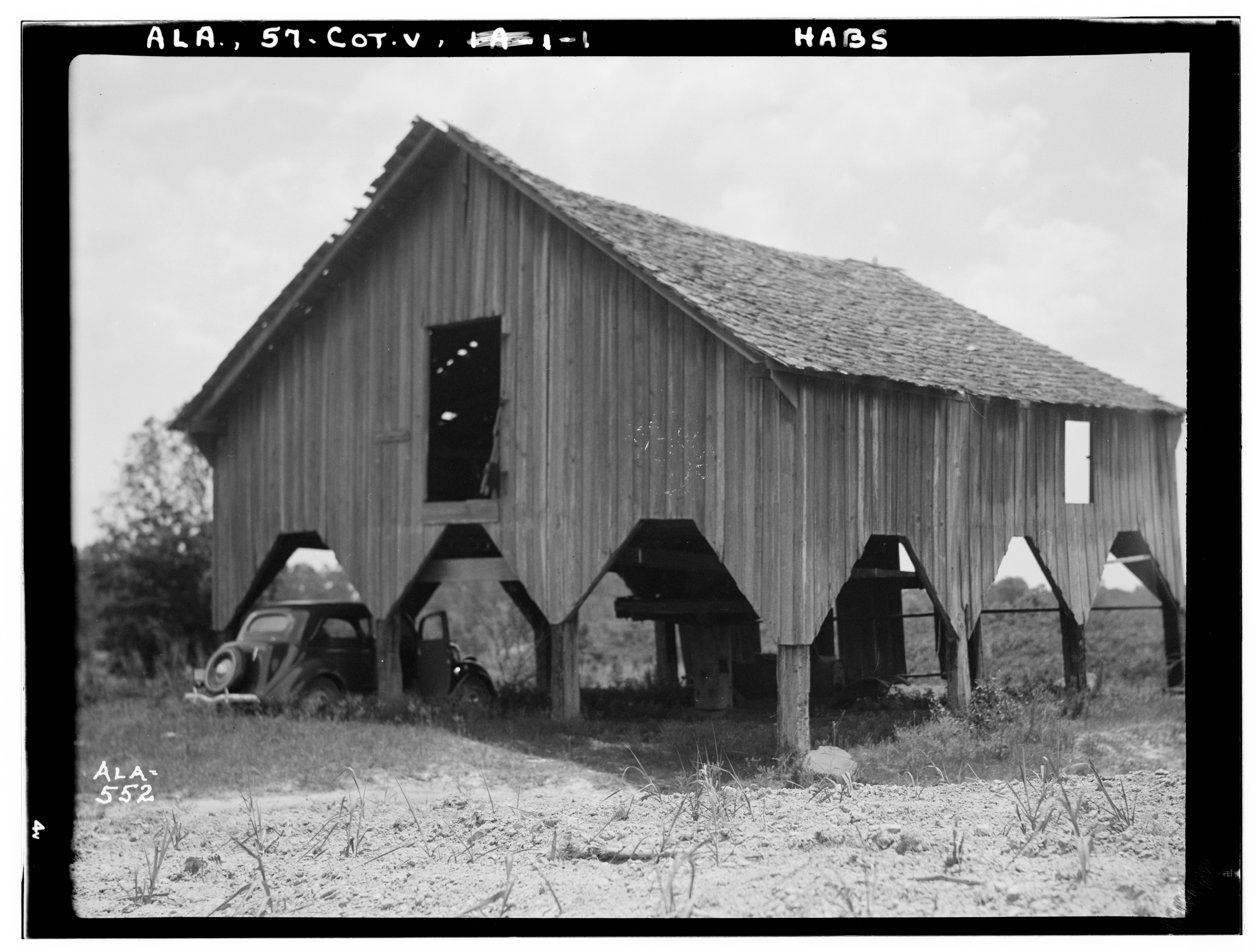
Ein Haus in Cottonton, 1936